# Carretera Federal 162
La Carretera Federal 162 es una carretera federal de México .  La carretera comunica a Tepoztlán, Morelos, a la capital Cuernavaca. En Tepoztlán, la carretera va hacia Yautepec como carretera estatal de Morelos. Es una importante ruta de conexión entre la Ciudad de Cuernavaca y el Parque Nacional El Tepozteco, ademas del Pueblo Mágico de Tepoztlán, un popular destino turístico de Morelos. 